# Amartya Sen
Amartya Kumar Sen CH (en bengalí: अमर्त्‍य कुमार सेन) (Santiniketan, Imperi Britànic -actual Índia- 1933) és un economista i professor universitari àmpliament reconegut pel seu treball en qüestions relacionades amb la fam, les teories del desenvolupament humà, l'economia del benestar i els mecanismes subjacents a la pobresa. Rebé el Premi Internacional Catalunya el 1997, el Premi del Banc de Suècia de Ciències Econòmiques en memòria d'Alfred Nobel l'any 1998 per «les seves contribucions a l'economia del benestar»,el Bharat Ratna, la màxima condecoració concedida pel Govern de l'Índia, el 1999, i el Premi Princesa d'Astúries de Ciències Socials el 2021.

## Biografia
Va néixer el 3 de novembre de 1933 a la ciutat de Santiniketan, població situada a l'actual estat de Bengala Occidental, que en aquells moments formava part de l'Imperi Britànic. La família de Sen procedia de Dhaka, capital de l'actual Bangladesh, i ciutat on realitzà els estudis primaris. A la independència de l'Índia l'any 1947 Sen es traslladà a aquell país estudiant a la Universitat Visva-Bharati de Calcuta. Posteriorment es traslladà al Regne Unit, on va estudiar al Trinity College de la Universitat de Cambridge, on es graduà el 1956 i s'hi doctorà el 1959.
Professor d'economia a les universitats de Calcuta (1956-1958), Cambridge (1963-1971), Delhi (1971-1977), Oxford (1977-1988) i Harvard (1988-1997). Entre el 1997 i 2004 fou President del Trinity College de la Universitat de Cambridge i posteriorment professor, novament, de Harvard.

## Recerca econòmica
Els escrits de Sen a final de la dècada del 1960 i principi de la dècada del 1970 ajudaren a definir el camp de l'«Elecció social»(en anglès: Social Choice). La seva contribució a la teoria de l'elecció social promulgada per Kenneth Arrow fou mostrar sota quines condicions el Teorema de la Impossibilitat d'Arrow, pot ser útil per estendre i enriquir el camp de la teoria de l'elecció racional.
L'obra més reconeguda de Sen és el seu assaig Poverty and Famines: An Essay on Entitlement and Deprivation (Pobresa i fam: un assaig sobre el Dret i la Privació, 1981), en el qual demostrà que la fam no és conseqüència de la falta d'aliments sinó de desigualtats en els mecanismes de distribució dels aliments. A més del seu treball de recerca sobre les causes de la fam, el seu treball en el camp del desenvolupament econòmic ha tingut molta influència en la formulació de l'Índex de Desenvolupament Humà (IDH) de les Nacions Unides.
Però l'aportació revolucionària de Sen al desenvolupament dels indicadors econòmics i socials és el concepte de «capacitat». Un govern ha de ser jutjat en funció de les capacitats concretes dels seus ciutadans. Per exemple, als EUA els ciutadans tenen el "dret" constitucional a votar. Per a Sen això no significa res, es pregunta si es reuneixen totes les condicions perquè els ciutadans puguin exercir la seva "capacitat" de vot. Aquestes condicions poden ser de molts tipus variat, des de l'accés a l'educació fins que els ciutadans tinguin mitjans de transport per accedir a les urnes. Només quan aquestes barreres han estat superades es pot dir que el ciutadà pot exercir la seva elecció personal.
Sen fou una excepció en els economistes del segle xx en la seva insistència a preguntar-se qüestions de valors, llargament abandonades en la discussió econòmica «seriosa». Ell plantejà un dels més grans desafiaments al model econòmic que situa l'interès propi com a factor primordial de la motivació humana. Si bé la seva escola continua essent minoritària, ha ajudat a redirigir plans de desenvolupament i fins i tot polítiques de les Nacions Unides.
L'any 1998 fou guardonat amb el Premi del Banc de Suècia de Ciències Econòmiques «pels seus treballs sobre l'economia del benestar».
Junt amb el banquer i economista bengalí Muhammad Yunus, Sen fou un dels inspiradors impulsors de les microfinances i microcrèdits per unitats familiars empobrides en països en desenvolupament. Aquests crèdits s'estengueren en països com l'Índia, Bangladesh o Mèxic a partir dels anys 1980s i sobretot els 90.

## Principals publicacions
- 1982: Poverty and Famines : An Essay on Entitlements and Deprivation, Oxford, Clarendon Press.
- 1982: Choice, Welfare and Measurement, Oxford, Basil Blackwell.
- 1987: Food Economics and Entitlements, Helsinki, Wider Working Paper 1.
- 1987: On ethics and Economics, Oxford, Basil Blackwell.
- 1999: Development as Freedom, Oxford, Oxford University Press.